# Madonna con Gesù Bambino
La Madonna con Gesù Bambino ou Madonna col Bambino (en français : Vierge à l'Enfant Jésus) est une peinture a tempera et or sur panneau de bois de 52,7 × 37,1 cm, qui peut être datée vers 1475-1476, réalisée par Neroccio di Bartolomeo de' Landi, et conservée à l' Académie Carrara.

## Description
Dans cette composition de Neroccio, la tradition gothique siennoise subsiste par son fond d'or, son dessin sinueux et ses subtiles nuances de couleurs, parallèlement à certaines nouveautés apportés par la Renaissance florentine. La pose athlétique et l'anatomie classique de l'Enfant s'inspirent de Donatello, ainsi que le goût des détails réalistes notamment l'ombre projetée par l'Enfant et les supports fixant les dalles de pierre du parapet.

## Sources
- (en) Gertrude Coor, Neroccio de' Landi 1447-1500, Princeton, New Jersey, Princeton University Press, 1961, 235 p., 30 x 23 cmReproduction de la Madonna con Gesù Bambino  (figure no 26), décrite p. 161-162, (no 2) dans le catalogue.
- Patrick Ramade, Giovanni Valagussa et Raffaella Colace et al. (trad. Gérard-Julien Salvy), Botticelli, Bellini, Guardi... : Chefs-d'œuvre de l'Accademie Carrara de Bergame, Paris, Hazan, 2010, 204 p. Catalogue de l'exposition tenue au Musée des beaux-arts de Caen du 27 mars 2010 au 19 septembre 2010 des collections d'art italien de l'Académie Carrara de Bergame. Reproduction de la Madonna con Gesù Bambino  (cat.14) et commentaire de Giovanni Valagussa, page 60.